# Kanton Saint-Gilles
Kanton Saint-Gilles is een kanton van het Franse departement Gard. Het kanton maakt deel uit van het arrondissement Nîmes.

## Gemeenten
Het kanton Saint-Gilles omvatte tot 2014 de volgende 2 gemeenten:
- Générac
- Saint-Gilles (hoofdplaats)

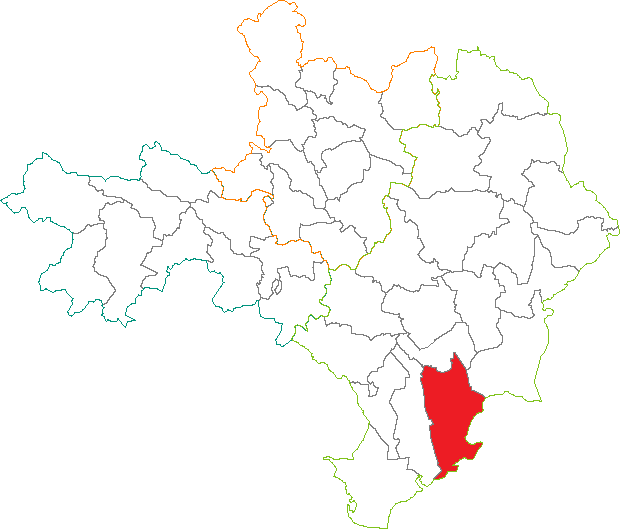
Het kanton Saint-Gilles tot 2014

Bij de herindeling van de kantons, door toepassing van het decreet van 24 februari 2014, met uitwerking op 22 maart 2015, werden daar volgende gemeenten aan toegevoegd :
- Caveirac
- Clarensac
- Langlade
- Milhaud
- Nîmes (deel)
- Saint-Côme-et-Maruéjols
- Saint-Dionizy